# Association Sportive de Saint-Étienne 1962-1963
Questa voce raccoglie le informazioni riguardanti l'Associaton Sportive de Saint-Étienne nelle competizioni ufficiali della stagione 1962-1963.

## Maglie
Vengono utilizzate le stesse divise introdotte nella stagione precedente.
| Manica sinistra · Manica sinistra · Maglietta · Maglietta · Manica destra · Manica destra · Pantaloncini · Calzettoni |

## Organigramma societario
Area direttiva
- Presidente: Roger Rocher

Area tecnica
- Direttore sportivo: Pierre Garonnaire
- Allenatore: François Wicart

## Rosa
| N. |                    | Ruolo | Calciatore           |
| -- | ------------------ | ----- | -------------------- |
|    | Francia (bandiera) | P     | René Donoyan         |
|    | Francia (bandiera) | P     | Robert Philippe      |
|    | Francia (bandiera) | D     | Jean-Paul Biscarrat  |
|    | Francia (bandiera) | D     | Juan Casado          |
|    | Francia (bandiera) | D     | Georges Polny        |
|    | Italia (bandiera)  | D     | Nello Sbaiz          |
|    | Francia (bandiera) | D     | Richard Tylinski     |
|    | Francia (bandiera) | C     | Jean-Baptiste Bordas |
|    | Francia (bandiera) | C     | René Domingo         |
|    | Francia (bandiera) | C     | René Ferrier         |
|    | Francia (bandiera) | C     | Robert Herbin        |
|    | Francia (bandiera) | C     | Aimé Jacquet         |

| N. |                    | Ruolo | Calciatore        |
| -- | ------------------ | ----- | ----------------- |
|    | Francia (bandiera) | C     | Roland Mitoraj    |
|    | Francia (bandiera) | C     | Jean Oleksiak     |
|    | Francia (bandiera) | A     | Manuel Balboa     |
|    | Francia (bandiera) | A     | Jean-Claude Baulu |
|    | Francia (bandiera) | A     | Régis Courbon     |
|    | Francia (bandiera) | A     | Gérard Epalle     |
|    | Francia (bandiera) | A     | Jacques Faivre    |
|    | Francia (bandiera) | A     | Jacques Foix      |
|    | Francia (bandiera) | A     | André Guy         |
|    | Francia (bandiera) | A     | Jean Masson       |
|    | Algeria (bandiera) | A     | Rachid Mekhloufi  |